# Mykoła Antonewycz
Mykoła Antonewycz, pol. Mikołaj Antoniewicz (ur. 25 grudnia 1840 w Niezwiskach, zm. 10 lipca 1919 we Lwowie) – ukraiński działacz społeczny, historyk, pedagog, poseł do Sejmu Krajowego Galicji III, IV, V i VI kadencji, c.k. profesor w C.K. Gimnazjum w Przemyślu w latach 1864–1865, 1874–1900
Należał do ruchu moskalofilskiego.

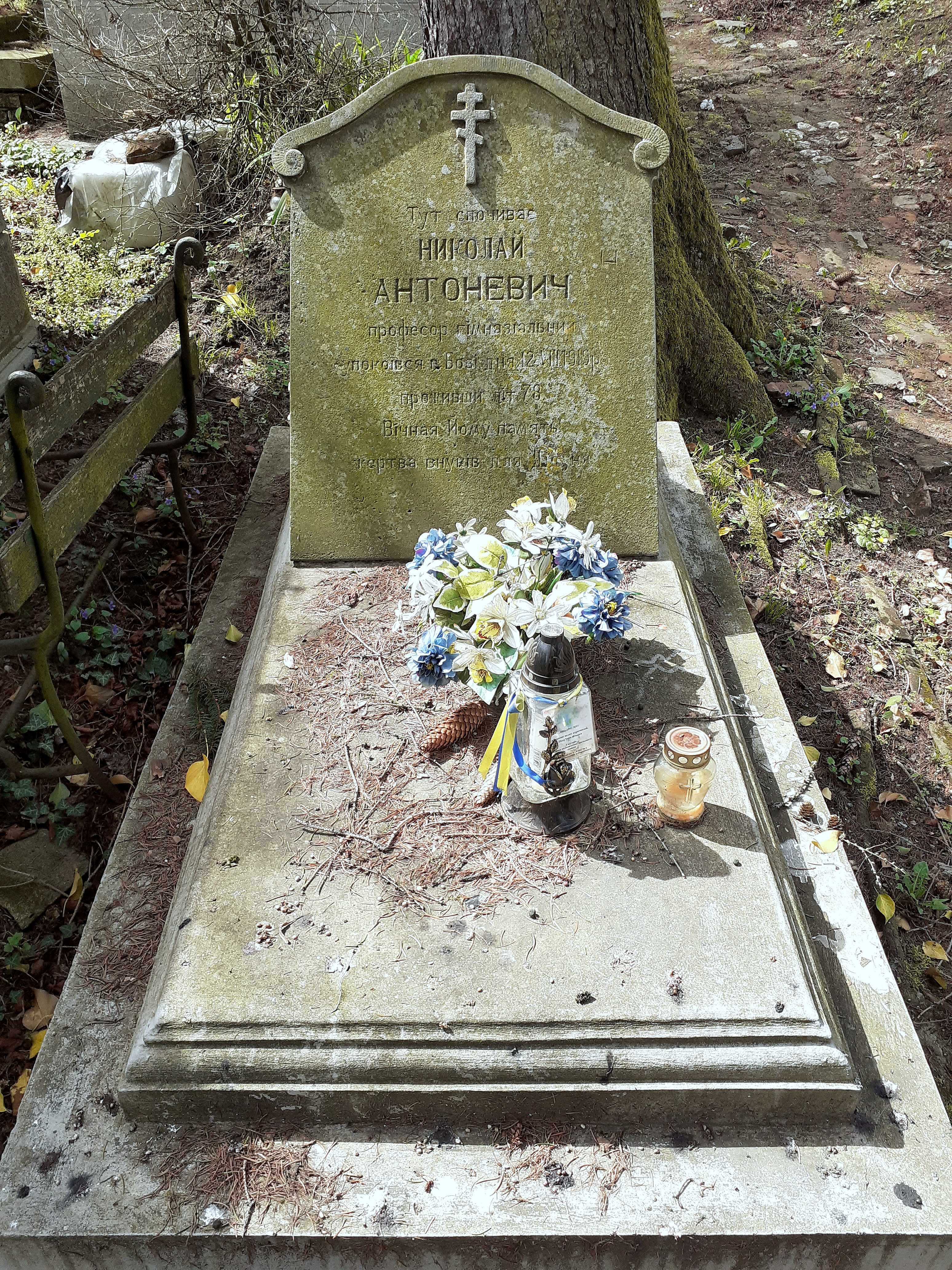
Nagrobek Mykoły Antonewycza

Został pochowany na cmentarzu Głównym w Przemyślu.